# Echinodontiaceae
Echinodontiaceae är en familj av svampar. Echinodontiaceae ingår i ordningen Russulales, klassen Agaricomycetes, divisionen basidiesvampar och riket svampar.
|                  | Russulaceae                                                |
|                  |                                                            |
|                  | Peniophoraceae                                             |
|                  |                                                            |
|                  | Lachnocladiaceae                                           |
|                  |                                                            |
|                  | Hybogasteraceae                                            |
|                  |                                                            |
|                  | Hericiaceae                                                |
|                  |                                                            |
| Echinodontiaceae | \| \| Echinodontium \| \| \| \| \| \| Laurilia \| \| \| \| |
|                  | \| \| Echinodontium \| \| \| \| \| \| Laurilia \| \| \| \| |
|                  | Bondarzewiaceae                                            |
|                  |                                                            |
|                  | Auriscalpiaceae                                            |
|                  |                                                            |
|                  | Amylostereaceae                                            |
|                  |                                                            |
|                  | Albatrellaceae                                             |
|                  |                                                            |
|                  | Stephanosporaceae                                          |
|                  |                                                            |
|                  | Stereaceae                                                 |
|                  |                                                            |
|                  | Gloeopeniophorella                                         |
|                  |                                                            |
|                  | Scopulodontia                                              |
|                  |                                                            |
|                  | Haloaleurodiscus                                           |
|                  |                                                            |
|                  | Scytinostromella                                           |
|                  |                                                            |
|                  | Aleurocystidiellum                                         |
|                  |                                                            |
|                  | Gloeoasterostroma                                          |
|                  |                                                            |
|                  | Gloeohypochnicium                                          |
|                  |                                                            |
|                  | Echinodontium                                              |
|                  |                                                            |
|                  | Laurilia                                                   |
|                  |                                                            |

|  | Echinodontium |
|  |               |
|  | Laurilia      |
|  |               |

## Källor

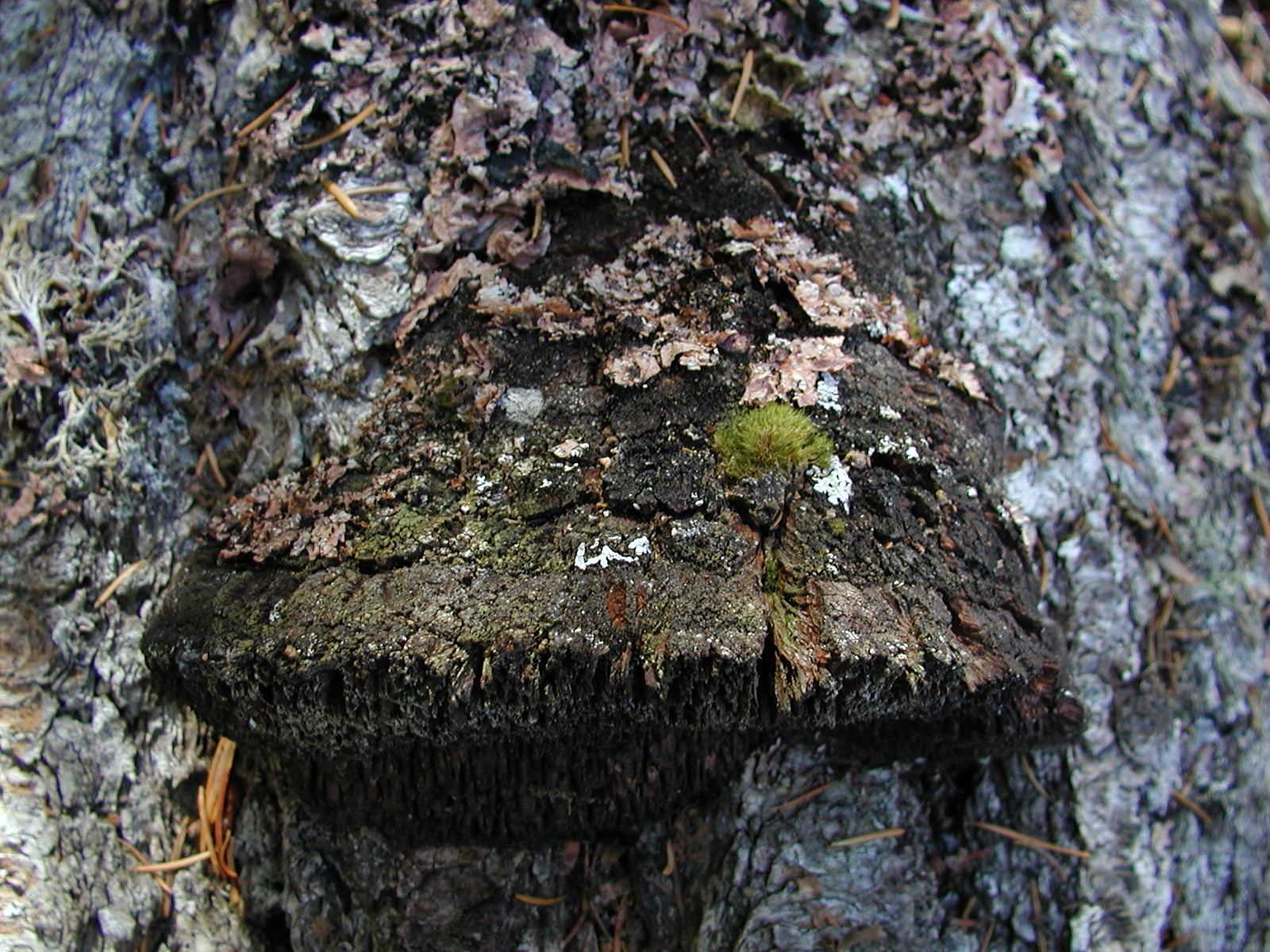